# ستيفن ر. سميث
ستيفن ر. سميث (بالإنجليزية: Steven R. Smith)‏ هو عازف قيثارة أمريكي، ولد في 10 أكتوبر 1971.

## وصلات خارجية
- ستيفن ر. سميث على موقع ميوزك برينز (الإنجليزية)
- ستيفن ر. سميث على موقع ديسكوغز (الإنجليزية)